# Metal Mickey
Metal Mickey är en låt av den brittiska gruppen Suede, utgiven som singel den 14 september 1992. Singeln, som är Suedes andra, nådde sjunde plats på Modern Rock Tracks.

## Låtlista

### Singel, kassett
1. "Metal Mickey"
2. "Where the Pigs Don't Fly"

### Maxisingel
1. "Metal Mickey"
2. "Where the Pigs Don't Fly"
3. "He's Dead"

### CD-singel
1. "Metal Mickey"
2. "Where the Pigs Don't Fly"
3. "He's Dead"

## Medverkande
- Brett Anderson – sång
- Bernard Butler – gitarr, piano
- Mat Osman – elbas
- Simon Gilbert – trummor